# Crossing Schaerbeek (4070)

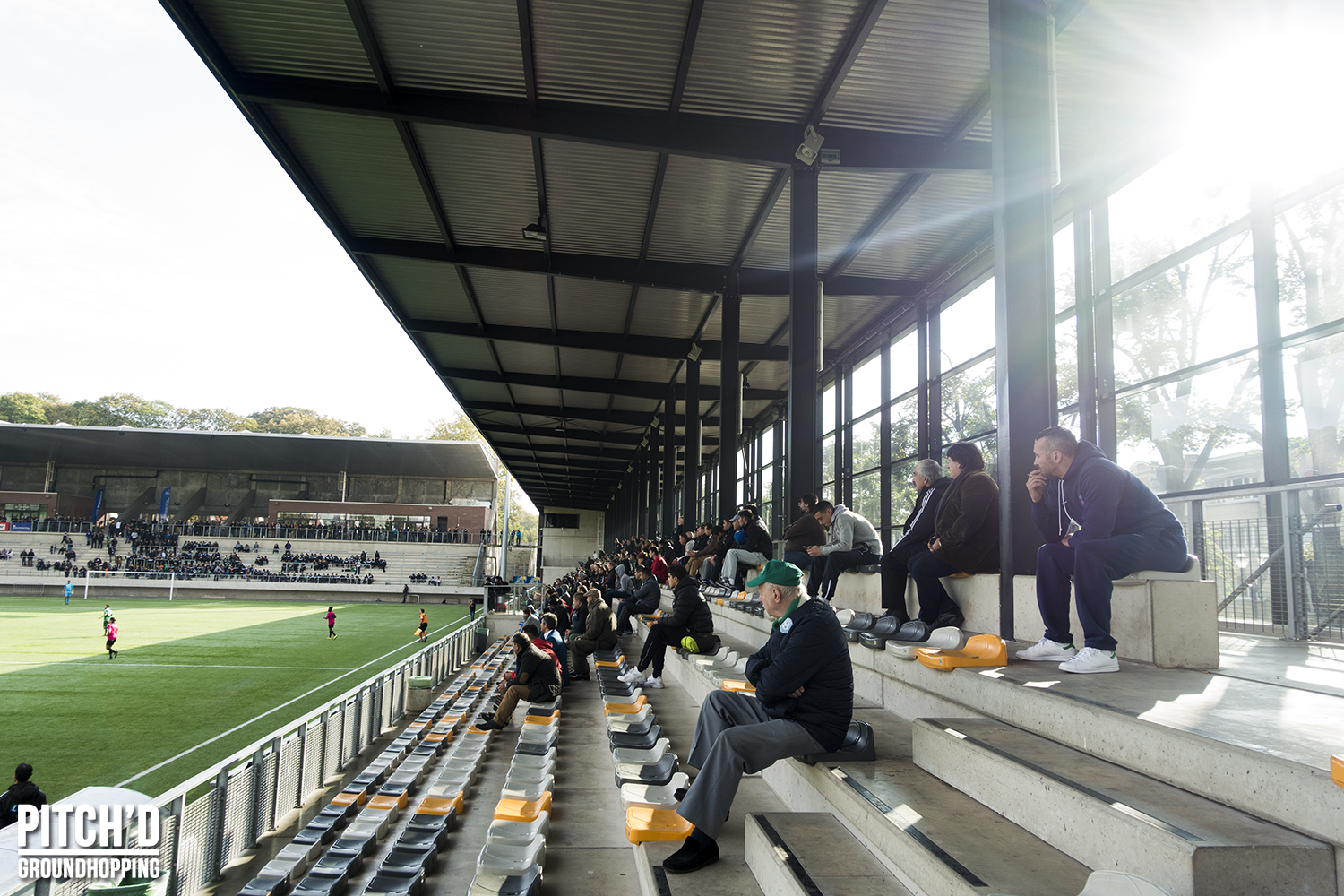
Crossingstadion, Crossing Schaerbeek

Crossing Schaerbeek is een Belgische voetbalclub uit Schaarbeek. De club is aangesloten bij de KBVB met stamnummer 4070 en heeft groen en wit als clubkleuren.

## Geschiedenis
De club sloot zich halverwege de jaren 40, op het eind van de Tweede Wereldoorlog, aan bij de Belgische Voetbalbond als Union Sportive Albert Schaerbeek. Men bleef er in de provinciale reeksen spelen. RUS Albert Schaerbeek (RUSAS) speelde in het Chazalstadion in Schaarbeek en had groen en wit als kleuren.
In het eerste decennium van de 21ste eeuw klom de club op naar de hoogste provinciale reeks. In 2011 kreeg de club daar het gezelschap van RFC Evere, waarmee men in 2012 fusioneerde. De fusieclub werd Crossing Schaerbeek Evere genoemd en speelde verder onder stamnummer 4070. Stamnummer 410 van RFC Evere werd geschrapt. De naam was een verwijzing naar Royal Crossing Club de Schaerbeek, een voormalige eersteklasser die na verscheidene degradaties in de jaren 80 naar Elewijt was verhuisd. De fusieclub Crossing Schaerbeek Evere ging spelen in het vernieuwde Crossingstadion bij het Josaphatpark in Schaarbeek.
Crossing startte in 2012 in de Brabantse Eerste Provinciale, waar het meteen een andere en pas gepromoveerde Schaarbeekse club naast zich kreeg, RC de Schaerbeek. In 2013 werd de clubnaam verkort tot Crossing Schaerbeek. In het seizoen 2019/20 werd de club kampioen in Eerste Provinciale, weliswaar toen de competitie vanwege de coronapandemie vroegtijdig werd stopgezet.
Crossing eindigde in het seizoen 2020/21 2e in 3e amateur na amper 4 speeldagen met een puntenaantal van 10 punten door de stopzetting van de competitie door de coronapandemie. 

## Resultaten
| Seizoen                       | Klasse | Klasse | Klasse | Klasse | Klasse | Klasse | Klasse | Klasse | Klasse | Reeks                                                    | Punten                                                   | Opmerkingen                                                                |
|                               | I      | I      | II     | III    | IV     | P.I    | P.II   | P.III  | P.IV   |                                                          |                                                          |                                                                            |
| ----------------------------- | ------ | ------ | ------ | ------ | ------ | ------ | ------ | ------ | ------ | -------------------------------------------------------- | -------------------------------------------------------- | -------------------------------------------------------------------------- |
| Als RUSA Schaerbeek           |        |        |        |        |        |        |        |        |        |                                                          |                                                          |                                                                            |
| 2004/05                       |        |        |        |        |        |        | 8      |        |        | 2de prov. Brab C                                         | 38                                                       |                                                                            |
| 2005/06                       |        |        |        |        |        |        | 12     |        |        | 2de prov. Brab A                                         | 35                                                       |                                                                            |
| 2006/07                       |        |        |        |        |        |        | 2      |        |        | 2de prov. Brab C                                         | 52                                                       | promotie via eindronde                                                     |
| 2007/08                       |        |        |        |        |        | 11     |        |        |        | 1ste prov. Brab                                          | 33                                                       |                                                                            |
| 2008/09                       |        |        |        |        |        | 16     |        |        |        | 1ste prov. Brab                                          | 32                                                       | degradatie naar 2de provinciale C                                          |
| 2009/10                       |        |        |        |        |        |        | 1      |        |        | 2de prov. Brab C                                         | 65                                                       | kampioen                                                                   |
| 2010/11                       |        |        |        |        |        | 2      |        |        |        | 1ste prov. Brab                                          | 53                                                       | verloren in finale van eindronde tegen FC Ganshoren (1-1 en 1-2)           |
| 2011/12                       |        |        |        |        |        | 8      |        |        |        | 1ste prov. Brab                                          | 41                                                       |                                                                            |
| als Crossing Schaerbeek Evere |        |        |        |        |        |        |        |        |        |                                                          |                                                          |                                                                            |
| 2012/13                       |        |        |        |        |        | 9      |        |        |        | 1ste prov. Brab                                          | 42                                                       |                                                                            |
| als Crossing Schaerbeek       |        |        |        |        |        |        |        |        |        |                                                          |                                                          |                                                                            |
| 2013/14                       |        |        |        |        |        | 11     |        |        |        | 1ste prov. Brab                                          | 40                                                       |                                                                            |
| 2014/15                       |        |        |        |        |        | 3      |        |        |        | 1ste prov. Brab                                          | 52                                                       | verloren in eindronde tegen KSK Halle (3-0 en 1-0)                         |
| 2015/16                       |        |        |        |        |        | 12     |        |        |        | 1ste prov. Brab                                          | 34                                                       |                                                                            |
|                               | 1A     | 1B     | 1Am    | 2Am    | 3Am    | P.I    | P.II   | P.III  | P.IV   | Vanaf 2016-17 zijn er 3 nationale en 2 regionale niveaus | Vanaf 2016-17 zijn er 3 nationale en 2 regionale niveaus | Vanaf 2016-17 zijn er 3 nationale en 2 regionale niveaus                   |
| 2016/17                       |        |        |        |        |        | 11     |        |        |        | 1ste prov. Brab ACFF                                     | 36                                                       |                                                                            |
| 2017/18                       |        |        |        |        |        | 6      |        |        |        | 1ste prov. Brab ACFF                                     | 37                                                       |                                                                            |
| 2018/19                       |        |        |        |        |        | 6      |        |        |        | 1ste prov. Brab ACFF                                     | 50                                                       |                                                                            |
| 2019/20                       |        |        |        |        |        | 1      |        |        |        | 1ste prov. Brab ACFF                                     | 37                                                       | kampioen nadat competitie vroegtijdig werd stopgezet wegens coronapandemie |
| 2020/21                       |        |        |        |        | 2      |        |        |        |        | Derde afdeling ACFF A                                    | 10                                                       | 2e nadat competitie vroegtijdig werd stopgezet wegens coronapandemie       |
| 2021/22                       |        |        |        |        | 3      |        |        |        |        | Derde afdeling ACFF A                                    | 49                                                       | Forfait nederlaag in de eindronde toen de supporters het veld bestormden   |
| 2022/23                       |        |        |        |        | 5      |        |        |        |        | Derde afdeling ACFF A                                    | 48                                                       |                                                                            |
| 2023/24                       |        |        |        |        | 2      |        |        |        |        | Derde afdeling ACFF A                                    | 61                                                       |                                                                            |
| 2024/25                       |        |        |        | 1      |        |        |        |        |        | Tweede afdeling ACFF                                     | 76                                                       | Kampioen                                                                   |
| 2025/26                       |        |        |        |        |        |        |        |        |        | Eerste nationale ACFF                                    |                                                          |                                                                            |

## Bekende (ex-)spelers

### Als RUS Albert Schaerbeek
- Audry Diansangu
- Eric Matoukou
- Désiré Mbonabucya
- Ibrahim Tankary
- Jeanvion Yulu-Matondo